# Pločice
Pločice falu Horvátországban, Dubrovnik-Neretva megyében. Közigazgatásilag Konavle községhez tartozik.

## Fekvése
A Dubrovnik városától légvonalban 31, közúton 35 km-re délkeletre, községközpontjától légvonalban 18, közúton 20 km-re délkeletre, a konavlei mezőtől délkeletre és az Adria-parti főúttól délre, a montenegrói határ mellett fekszik.

## Története
Az itt található halomsírok tanúsága szerint területe már ősidők óta lakott. Első ismert lakói az illírek voltak, akik magaslatokon épített erődített településeken éltek és kőből rakott halomsírokba temetkeztek. A rómaiak az i. e. 2. században győzték le az illíreket és Epidaurum központtal e területet is a birodalomhoz csatolták. A római hatalmat a népvándorlás vihara rengette meg. A Nyugatrómai Birodalom bukása után a keleti gótok özönlötték el a térséget, őket 537-től 1205-ig kisebb megszakításokkal a bizánciak követték. A 7. században avarok és a kíséretükben érkezett szlávok, a mai horvátok ősei árasztották el a területet. A várakat lerombolták és az ellenálló lakosságot leöldösték. Így semmisült meg a mindaddig fennálló Epidaurum. A túlélő lakosság előbb az északnyugatra fekvő Župára, majd Raguzába menekült.
A település már a középkortól fogva lakott volt. Területe a 9. és 11. század között Travunja része volt, mely Dél-Dalmácián kívül magában foglalta a mai Hercegovina keleti részét és Montenegró kis részét is. Travunja sokáig a szerb, a zétai és bosnyák uralkodók függőségébe tartozó terület volt. A Raguzai Köztársaság Konavle keleti részével együtt 1419-ben vásárolta meg bosnyák urától Sandalj Hranićtól. A pločicei plébánia Cavtat után Konavle második legrégibb plébániája, melynek területe egykor magában foglalta Konavle kétharmad részét. A 15. század közepén a grudai, 1584-ben a pridvorjei, 1620-ban a vitaljini, 1731-ben pedig a dubravkai plébánia vált ki belőle, így területe az eredeti terület töredékére apadt. Ma Poljice, Mikulići, Molunat, Đurinići, Višnjići, Pločice, Karasovići, Pavlje Brdo, Gunjina, Bani és Vodovađa települések tartoznak hozzá.
Az 1806-ban a Konavléra rátörő orosz és montenegrói sereg a település házait is kifosztotta, közülük sokat fel is gyújtottak. A köztársaság bukása után 1808-ban Dalmáciával együtt ez a térség is a köztársaságot legyőző franciák uralma alá került, de Napóleon bukása után 1815-ben a berlini kongresszus Dalmáciával együtt a Habsburgoknak ítélte. 1857-ben 381, 1910-ben 254 lakosa volt. 1918-ban az új szerb-horvát-szlovén állam, majd később Jugoszlávia része lett. 1979-ben nagy földrengés rázta meg a települést számos épületet romba döntve. A délszláv háború idején az első konavlei település volt, melyet a jugoszláv hadsereg, valamint szerb és montenegrói szabadcsapatok elfoglaltak, kifosztottak és felégettek. A lakosság nagy része a jól védhető Dubrovnikba menekült és csak 1992 októberének végén térhetett vissza. A háború után rögtön megindult az újjáépítés. A településnek 2011-ben 83 lakosa volt. Lakói főként mezőgazdasággal foglalkoztak.

## Népesség
| Lakosság változása | Lakosság változása | Lakosság változása | Lakosság változása | Lakosság változása | Lakosság változása | Lakosság változása | Lakosság változása | Lakosság változása | Lakosság változása | Lakosság változása | Lakosság változása | Lakosság változása | Lakosság változása | Lakosság változása | Lakosság változása |
| ------------------ | ------------------ | ------------------ | ------------------ | ------------------ | ------------------ | ------------------ | ------------------ | ------------------ | ------------------ | ------------------ | ------------------ | ------------------ | ------------------ | ------------------ | ------------------ |
| 1857               | 1869               | 1880               | 1890               | 1900               | 1910               | 1921               | 1931               | 1948               | 1953               | 1961               | 1971               | 1981               | 1991               | 2001               | 2011               |
| 381                | 409                | 191                | 249                | 444                | 254                | 243                | 249                | 194                | 186                | 190                | 175                | 149                | 119                | 95                 | 83                 |

(Az 1857-es és 1869-es adat a szomszédos Mikulići lakosságát is tartalmazza.)

## Nevezetességei
- A Kármelhegyi boldogasszony (Szent Lázár feltámasztása) plébániatemplom a 15. századból származik. 1869-ben bővítették, majd 1903. július 3-án újraszentelték. Főoltára 1907-ben készült, felszentelése az év július 2-án történt. 1996-ban megújították, az alkalommal új padokat, nyílászárókat kapott, szobrait felújították, harangját elektromos vezérléssel látták el. 2003-ban tetejét javították. Érdekessége, hogy befejezetlen harangtornya nem a templom mellett, hanem a plébánia épülete mellett áll. Mivel a templom Szent Lázár feltámasztása tiszteletére volt felszentelve, búcsúünnepét hagyományosan a Virágvasárnap előtti szombaton tartották, de a falu nagy búcsúsünnepe ma mégis Kármelhegyi Boldogasszony napja. 2000-ben ugyanis a hívek és a plébános a püspökségnél kijárták, hogy a templom titulusát Kármelhegyi Boldogasszonyra változtassák, míg Szent Lázár feltámasztása csak másodlagos titulusa lett.

- A račevo poljei Szent Rókus templom a 15. században épült, eredetileg Szent Kozma és Damján vértanúk tiszteletére volt felszentelve. A településrész is róluk kapta a nevét mivel orvosok (vrači) voltak. Titulusát az 1793-as pestisjárványt követően változtatták a maira. Az 1979-es földrengésben megsérült, ezért újjá kellett építeni és 1986-ban újraszentelték.

- A Szent József temetőkápolna 1989-ben épült az 1943-ban létesített mai temetőben.

- Ókori halomsírok